# Centro de Convenções Ulysses Guimarães
O Centro de Convenções Ulysses Guimarães (CCUG) é um Centro de Convenções no Plano Piloto de Brasília, Brasil. Foi originalmente projetado pelo arquiteto Sérgio Bernardes e aberto em 12 de março de 1979. Uma grande reforma e ampliação, que triplicou a área do prédio original, foi concluída em 2005.
É um dos maiores centros de convenções da América do Sul, podendo receber simultaneamente cerca de 9,4 mil pessoas ao mesmo tempo. Possui 37 mil metros quadrados de área construída com possibilidade de montagem de 11.400 metros quadrados de exposição. Pertence ao Governo do Distrito Federal, que também o administrava até 2018, quando o prédio foi concedido para a empresa Capital DF Administração de Centro de Convenções, que passou a gerir o espaço.
Está localizado no Setor de Divulgação Cultural (SDC) do Eixo Monumental, na parte mais larga do canteiro central, estando perpendicular a via. Fica próximo à rede hoteleira, a quinze minutos do Aeroporto Internacional de Brasília. É referência na realização de eventos, palestras, feiras, shows ou congressos.

## História

Sérgio Bernardes foi o arquiteto do Centro de Convenções.

Em 1973, um prédio começa a ser construído no Setor de Divulgação Cultural, que começa a receber seus primeiros edifícios nessa época. A ideia era ser um espaço cultural, mas logo a demanda por turismo em Brasília muda o programa do projeto e Sérgio Bernardes modifica os planos iniciais, com o prédio passando a ser um Centro de Convenções. Em 1974, perto dali, o Planetário de Brasília, também desenhado por Bernardes, é concluído, e outros prédios como os primeiros do Complexo Cultural Funarte começam a mudar o vazio da parte mais larga do Eixo Monumental.
Em 12 de março de 1979, o Centro de Convenções de Brasília foi inaugurado. Tinha um desenho em formato de ampulheta deitada, e era de concreto. Em sua primeira década, o local sediou mais de 580 eventos, incluindo as Eleições de 1989.

O Centro de Convenções é nomeado em homenagem a Ulysses Guimarães.

Em 1992, passou a ter o nome de Ulysses Guimarães, após a trágica morte do político que liderou a Assembleia Nacional Constituinte.

### Reforma e ampliação
Em meados dos anos 1990, Sergio Bernardes foi chamado para uma ampliação, mas devido a idade, acabou dividindo o projeto com o escritório de arquitetura Mayerhofer & Toledo APC. Bernardes morre em 2002, e Luiz Cláudio Franco assume a coordenação do projeto.
Nessa reforma foram criadas duas novas alas, norte e sul, sendo que o prédio antigo se tornou a ala oeste. A ideia básica do desenho em forma de ampulheta se manteve, mas o prédio foi bastante aumentado, triplicando a área útil, e se tornou diferente do original. Uma cobertura curva passou a cobrir o prédio, que foi revestido de chapas de aço galvanizadas. Ainda assim, manteve a horizontalidade. 
O sistema estrutural do novo prédio contou com um modelo de grelha espacial de aço, com vigas de tubos retangulares que formam arcos de 95 metros e até 65 metros de vão livre. 
O novo Centro de Convenções foi concluído em setembro de 2005.

### Concessão
Em 2018, a Capital DF Administração de Centro de Convenções venceu a concorrência para administrar o local, incluindo partes do entorno como a Praça dos Namorados, que fica a leste do prédio, e o estacionamento a oeste, que passou a ser cobrado, podendo explora-los por 25 anos (até 2043). Uma nova reforma deverá ser concluída nos próximos anos.

## Espaços

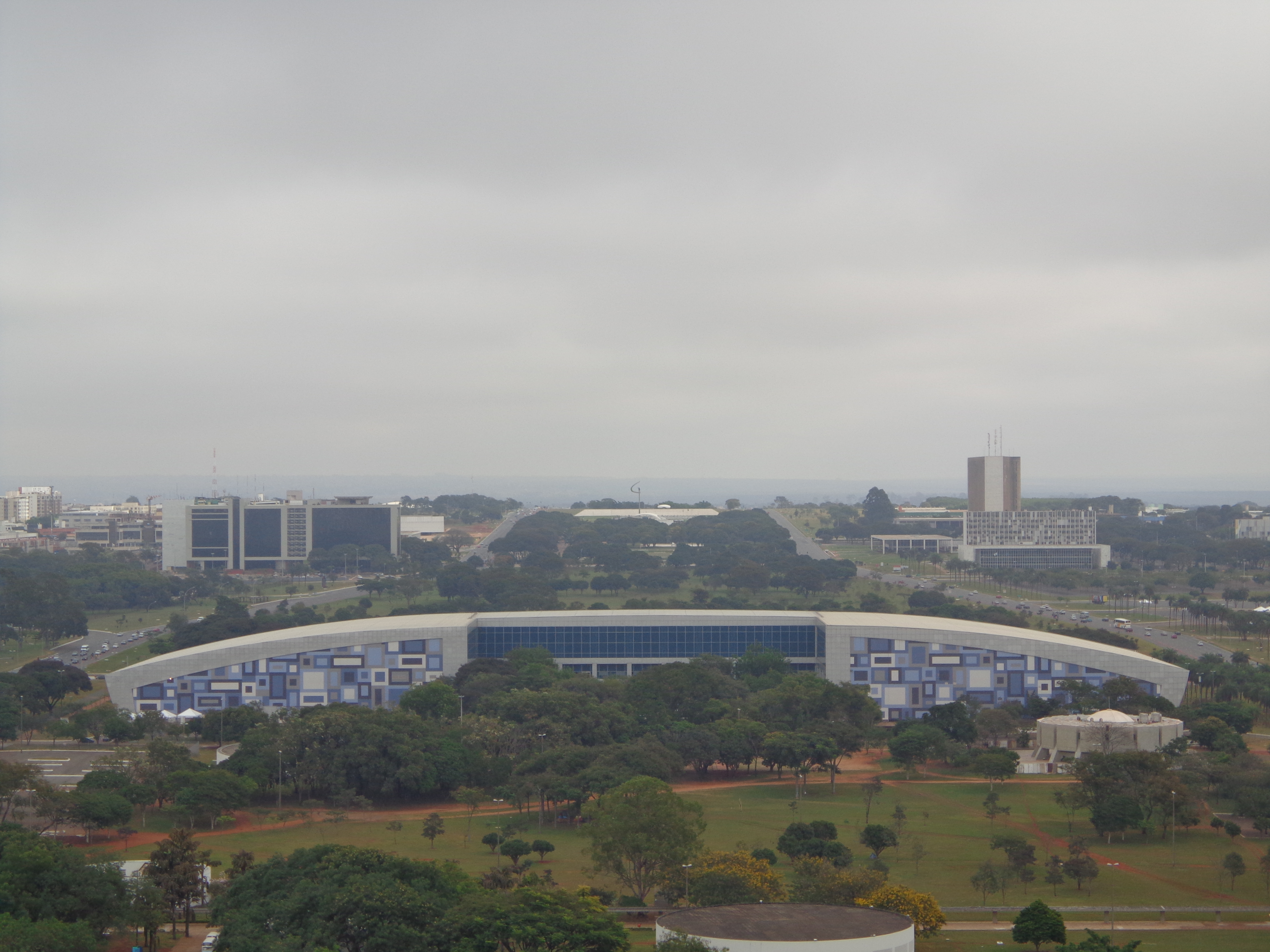
O Centro de Convenções foi locado na perpendicular do Eixo Monumental, estando na parte mais larga do canteiro.

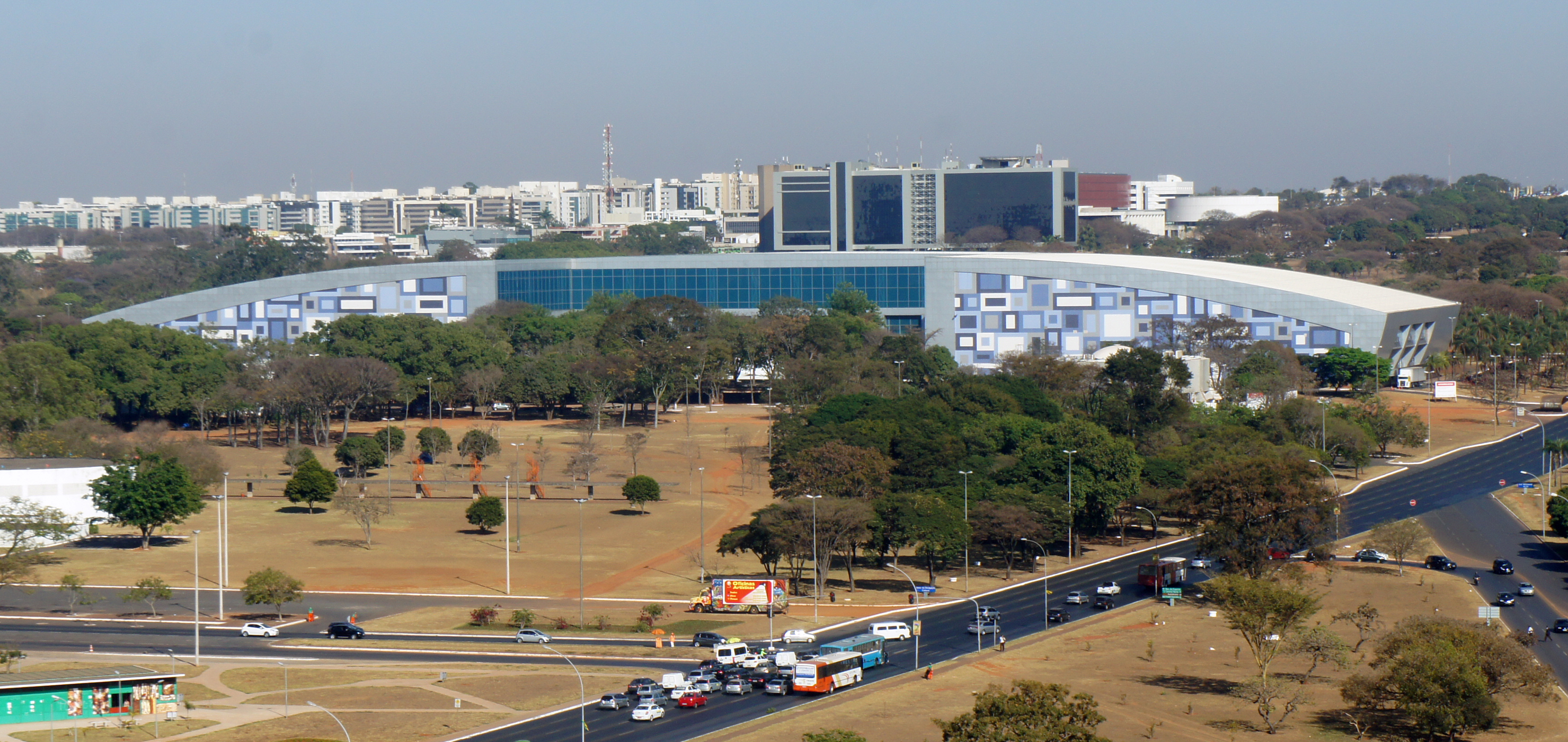
Vista panorâmica do Centro de Convenções Ulysses Guimarães.

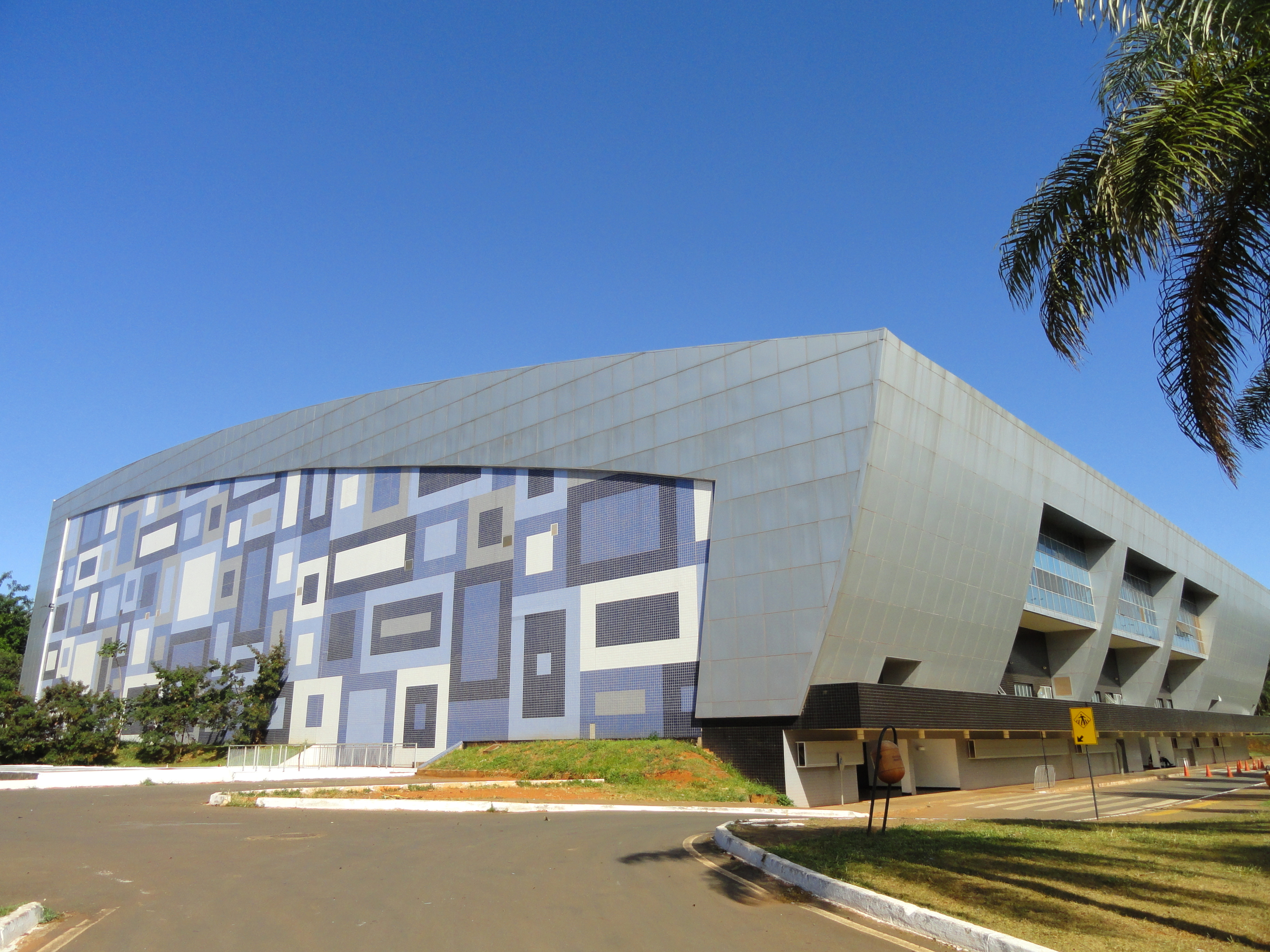
Vista da lateral do prédio.

Localizado no coração de Brasília, o Centro de Convenções Ulysses Guimarães tem uma área de 54 metros quadrados, sendo 37 mil de área construída. O espaço abriga cinco auditórios, sendo que um deles acomoda mais de 3 mil pessoas, além de 13 salas moduláveis por divisórias acústicas retráteis que permitem várias combinações. O Centro possui, ainda, um pavilhão de exposições com 6 mil metros quadrados de área locável, com capacidade para acolher cerca de 9,4 mil visitantes ao mesmo tempo.

### Ala Oeste
É a parte que corresponde ao Centro de Convenções projetado por Sérgio Bernardes nos anos 1970. Tem um vão livre de 2 mil metros quadrados no térreo e quatro auditórios, oferece múltiplas funções: teatro, cinema, entre outros. Seus quatro auditórios tem nomes que remetem a símbolos da cidade que também deram nomes a palácios e regiões: Alvorada, Planalto, Águas Claras e Buriti.
- Auditório Alvorada: Tem capacidade para 160 pessoas e conta com 1 área de apoio e 2 áreas para cafeteria.
- Auditório Planalto: Tem capacidade para 983 pessoas e conta com 1 área de apoio e 2 áreas para cafeteria.
- Auditório Águas Claras: Tem capacidade para 273 pessoas e conta com 1 área de apoio e 2 áreas para cafeteria.
- Auditório Buriti: Tem capacidade para 157 pessoas e conta com 1 área de apoio e 2 áreas para cafeteria.
- Térreo: 2.005 metros quadrados com capacidade para 110 estandes de nove metros quadrados cada.

### Ala Sul
Uma ala climatizada destinada para montagem de exposições e feiras com 10,2 mil metros quadrados. Tem um térreo e um mezanino.
- Térreo: 11.900 metros quadrados com capacidade para 285 estandes de 9 metros quadrados cada. Conta com 4 salas de negócios; balcão de credenciamento; sala de apoio ao credenciamento; 4 depósitos e área de cafeteria.
- Mezanino: 1.286 metros quadrados. Conta com 2 depósitos e Área de cafeteria.

### Ala Norte
Na Ala Norte, além do Auditório Master, com capacidade para mais de 3 mil pessoas, 13 salas moduláveis, área multiuso, camarins, sala VIP e sala de imprensa. Este auditório, com três modelos de poltronas ergonômicas, foi ainda adaptado para receber portadores de necessidades especiais (rampas, elevadores, telefones, sanitários, entre outros). Possui equipamento de som com tecnologia de ponta e cabeamento para instalação de áudio visual embutida. A Ala Norte dispõe ainda de sistema que potencializa os sinais de telefonia móvel, de ar condicionado central, com controle setorizado independente.
- Auditório Master: Tem capacidade de 2.827 lugares (2.221 na plateia e 606 no balcão). Conta com palco de 310 metros quadrados; 4 camarins, 2 individuais e 2 coletivos; sala de imprensa; sala de autoridades; 3 depósitos; 1 área de apoio para bar/cafeteria; 1 copa; 2 bombonières; balcão de credenciamento; sala de apoio ao credenciamento; 2 cabines de tradução; 1 cabine de sonorização e 2 chapelarias.
- Salas Moduláveis: no térreo há seis salas moduláveis para reuniões. Todas as salas podem se fundir e formar uma única sala grande - T1 e 6 com capacidade para 117 pessoas e com metragem de 119 metros quadrados, T2, 3, 4 e 5 com capacidade para 102 pessoas e 105 metros quadrados. No primeiro pavimento há mais sete salas moduláveis para reuniões. M07, 08, 09, 10 e 11 com capacidade para 102 pessoas cada, metragem de 105 metros quadrados. M12 e 13 com capacidade para 126 pessoas cada, metragem de 130 metros quadrados.
- Salão Multiuso: 350 metros quadrados. Conta com 1 área de apoio para bar/cafeteria e 2 chapelarias.
- Área de apoio: 1.440 metros quadrados.